# Miss Supranational 2017
Miss Supranational 2017 – dziewiąta gala konkursu Miss Supranational odbyła się 1 grudnia 2017 roku w Krynicy-Zdroju. Zgrupowanie przed finałem odbyło się podobnie jak w zeszłym roku w Polsce oraz w słowackim Popradzie.
Galę poprowadził międzynarodowy duet, który prowadził poprzedni konkurs: była Miss Nowego Jorku 2010, Amerykanka mieszkająca w Polsce Davina Reeves-Ciara oraz białoruski prezenter Iwan Podriez. Transmisję przeprowadziła telewizja Polsat, a w internecie aplikacja Ipla. Konkurs można było również śledzić na oficjalnej stronie internetowej konkursu oraz na oficjalnym kanale YouTube.
Podczas gali konkursowej zaprezentował się zespół, który reprezentował Mołdawię w Konkursie Piosenki Eurowizji: w 2010 oraz w 2017 roku, zdobywając 3 miejsce – SunStroke Project, wykonując konkursową piosenkę „Hey, Mamma!” oraz „Sun Gets Down”. W trakcie pokazu strojów wieczorowych wystąpiły trzy kandydatki konkursu – Bianca Olivier z Południowej Afryki, Habiba Ingabire z Rwandy oraz Peden Ongmu Namgyal wykonując wspólnie utwór Katy Perry „Roar”. W trakcie gali zaprezentowali się również tancerze polskiej edycji Tańca z Gwiazdami wykonując flamenco oraz w swoim show Jacek Witkowski. Utwór „Delilah” wykonał również Adam Kaczmarek.
65 kandydatek zaprezentowało się kolejno w strojach narodowych, strojach kąpielowych, strojach wieczorowych. TOP 25 zaprezentowało się w strojach sportowych Cardio Bunny oraz w sukniach z kolekcji Ewy Minge. TOP 10 zaprezentowało się w srebrnych sukniach wieczorowych. Finałowa piątka uczestniczek odpowiadały na pytania zadane wcześniej przez kandydatów Mister Supranational 2017.
Konkurs wygrała po raz pierwszy w historii Miss Korei Południowej – Jenny Kim, 23 latka z Seulu, studentka administracji międzynarodowej, języka angielskiego oraz literatury. Jenny prócz korony otrzymała 30 tysięcy dolarów. Jest to czwarta przedstawicielka z Azji zdobywająca tytuł Miss Supranational.

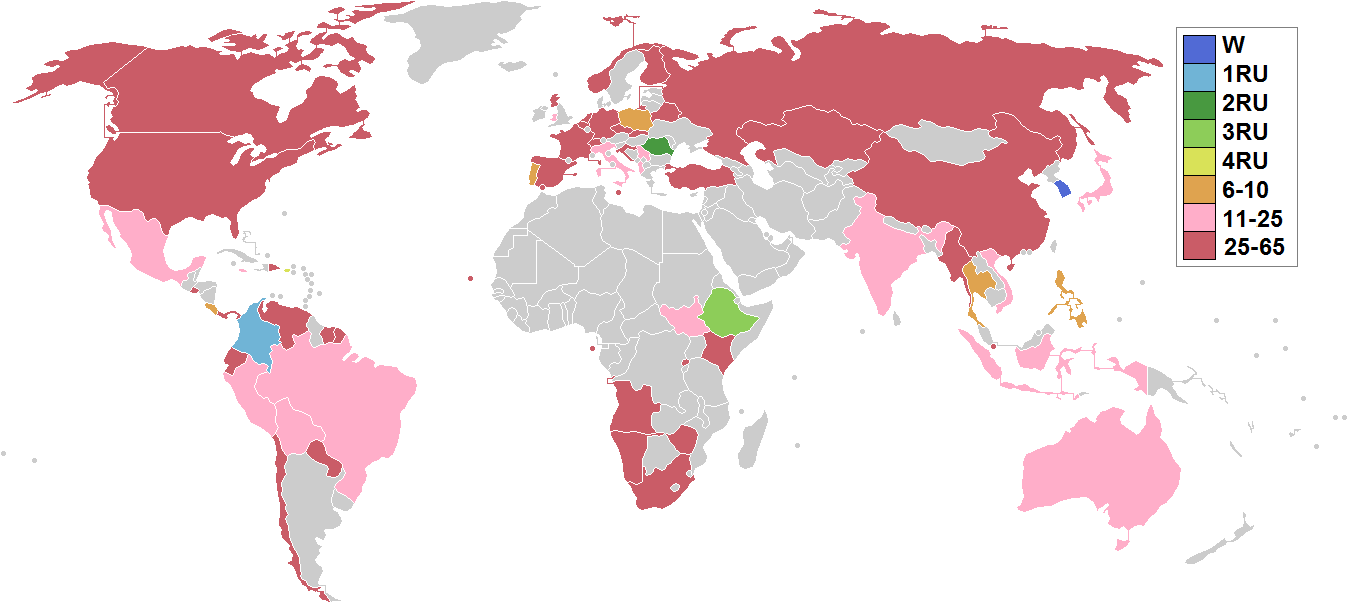
Państwa i terytoria zależne uczestniczące w Miss Supranational 2017

## Rezultat finałowy
| Rezultat                | Miss |
| ----------------------- | --- |
| Miss Supranational 2017 | - Korea Południowa – Jenny Kim |
| 1. wicemiss             | - Kolumbia – Martha Martinez |
| 2. wicemiss             | - Rumunia – Bianca Tirsin |
| 3. wicemiss             | - Etiopia – Bitaniya Josef |
| 4. wicemiss             | - Portoryko – Larissa Santiago |
| Top 10                  | - Tajlandia – Gift Jiraprapa Boonnuang - Filipiny – Chanel Olive Thomas - Kostaryka – Nicole Menayo - Polska – Paulina Maziarz - Portugalia – Priscila Alves |
| Top 25                  | - Albania – Alessia Çoku - Australia – Alecia McCallum - Boliwia – Romina Rocamonje - Brazylia – Thayná Lima - Indie – Peden Ongmu Namgyal - Indonezja – Karina Nadila Niab § - Jamajka – Nicole Stoddart - Japonia – Yuki Koshikawa - Meksyk – Samantha Leyva - Peru – Lesly Reyna - Serbia – Bojana Bojanić - Sudan Południowy – Anyier Deng Yuol - Walia – Rachel Tate - Wietnam – Nguyễn Đình Khánh Phương $ - Włochy – Barbara Storoni |

§ Zwyciężczyni głosowania Vodi

$ Zwyciężczyni głosowania na Facebooku

Po finale ujawniono szczegółowe TOP 35 konkursu:
| - 1. Korea Południowa – Jenny Kim - 2. Kolumbia – Martha Martinez - 3. Rumunia – Bianca Tirsin - 4. Etiopia – Bitanya Josef - 5. Portoryko – Larissa Santiago - 6. Tajlandia – Gift Jiraprapa Boonnuang - 7. Polska – Paulina Marziarz - 8. Portugalia – Priscilla Alves - 9. Filipiny – Chanel Olive Thomas - 10. Kostaryka – Nicole Menayo | - 11. Walia – Rachel Tate - 12. Brazylia – Thayna Lima - 13. Jamajka – Nicole Stoddart - 14. Indonezja – Karina Nadila Niab - 15. Australia – Alecia McCallum - 16. Meksyk – Samantha Leyva - 17. Serbia – Bojana Bojanic - 18. Sudan Południowy – Anyier Deng Yuol - 19. Albania – Alessia Coku - 20. Peru – Lesly Reyna | - 21. Japonia – Yuki Koshikawa - 22. Boliwia – Romina Rocamonje - 23. Włochy – Barbara Storini - 24. Indie – Peden Ongmu Namgyal - 25. Wietnam – Nguyễn Đình Khánh - 26. Holandia – Shanna Boeff - 27. Ekwador – Katty López - 28. Kanada – Karema Bototele - 29. Wenezuela – Geraldine Duque - 30. Południowa Afryka – Bianca Olivier | - 31. Szwajcaria – Mariela Nova - 32. Słowacja – Michaela Cmarková - 33. Hiszpania – Beatriz Balseiro - 34. Białoruś – Olga Gribowska - 35. Paragwaj – Azul Santacruz |

## Kontynentalne Królowe Piękności
| Kontynent      | Uczestniczka                           |
| -------------- | -------------------------------------- |
| Afryka         | - Sudan Południowy – Anyier Deng Yuol  |
| Ameryki        | - Kostaryka – Nicole Menayo            |
| Azja i Oceania | - Tajlandia – Gift Jiraprapa Boonnuang |
| Europa         | - Polska – Paulina Maziarz             |

## Nagrody specjalne
| Nagroda                    | Zwyciężczyni                             |
| -------------------------- | ---------------------------------------- |
| Najlepszy Strój Narodowy   | - Panama – Leydis Maibeth González Rivas |
| Miss Fotogeniczności       | - Ekwador – Katty López España           |
| Miss Koleżenskości         | - Filipiny – Chanel Olive Thomas         |
| Top Model                  | - Albania – Alessia Çoku                 |
| Najlepsze Ciało            | - Namibia – Meriam Kaxuxwena             |
| Miss Internetu             | - Wietnam – Nguyễn Đình Khánh Phương     |
| Miss Elegancji             | - Hiszpania – Beatriz Balseiro Cendán    |
| Najlepszy Strój Wieczorowy | - Wenezuela – Geraldine Duque Mantilla   |
| Miss Głosowania Vodi       | - Indonezja – Karina Nadila Niab         |
| Miss Semilac               | - Polska – Paulina Maziarz               |

Miss Talentu
| Rezultat     | Uczestniczka                  |
| ------------ | ----------------------------- |
| Zwyciężczyni | - Portugalia – Priscila Alves |
| 2. miejsce   | - Włochy – Barbara Storoni    |
| 3. miejsce   | - Indie – Peden Ongmu Namgyal |

Najlepsza w stroju kąpielowym
Internauci głosowali w aplikacji Vodi w konkursie na Najlepszą w stroju kąpielowym.
| Rezultat     | Uczestniczka                           |
| ------------ | -------------------------------------- |
| Zwyciężczyni | - Indonezja – Karina Nadila Niab       |
| 2. miejsce   | - Filipiny – Chanel Olive Thomas       |
| 3. miejsce   | - Kolumbia – Martha Martinez           |
| 4. miejsce   | - Indie – Peden Ongmu Namgyal          |
| 5. miejsce   | - Meksyk – Samantha Leyva              |
| 6. miejsce   | - Ekwador – Katty López España         |
| 7. miejsce   | - Wenezuela – Geraldine Duque Mantilla |
| 8. miejsce   | - Rumunia – Bianca Tirsin              |
| 9. miejsce   | - Turcja – Yasemin Çoklar              |
| 10. miejsce  | - Surinam – Farahnaaz Margaret         |

## Jurorzy

### Finał
- Diego Garcy – Mister Supranational 2016
- Ewa Minge – projektantka mody
- Tomasz Barański – tancerz i choreograf
- Srinidhi Ramesh Shetty – Miss Supranational 2016
- Robert Czepiel – dyrektor generalny w firmie Jubiler Schubert
- Elżbieta Bruska – przedstawiciel J.W. Construction Hotel Czarny Potok
- Jan Kliment – tancerz
- Lenka Klimentova – tancerka
- Paulina Piątek – manager PR firmy Semilac
- Nguyen Than – HD Beauty Clinic Vietnam
- Lin Gol Qian
- Gerhard Parzutka von Lipiński – prezes zarządu Nowa Scena, prezydent wykonawczy konkursu Miss Supranational

### Preeliminacje
- Alan Green – producent wykonawczy TV
- Tamara Almeida – prezenterka TV, reprezentantka Brazylii w konkursie Miss World 2008
- Anna Bubnowska – choreograf
- Diego Garcy – Mister Supranational 2016
- Gerhard Parzutka von Lipiński – prezes zarządu Nowa Scena, prezydent wykonawczy konkursu Miss Supranational
- Srinidhi Ramesh Shetty – Miss Supranational 2016

## Lista uczestniczek

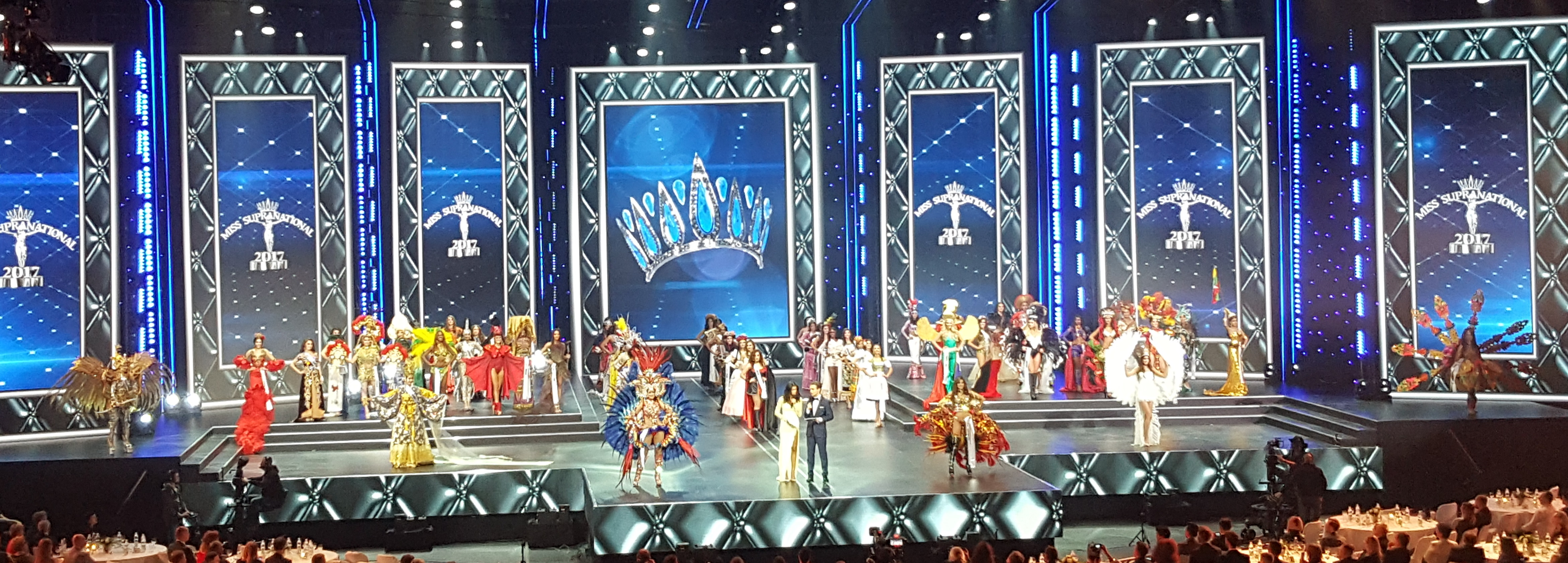
Uczestniczki wyborów Miss Supranational 2017

65 kandydatek konkursu piękności Miss Supranational 2017
| Państwo                           | Uczestniczka              | Wiek | Wzrost (cm) | Miejscowość      |
| --------------------------------- | ------------------------- | ---- | ----------- | ---------------- |
| Albania                           | Alessia Çoku              | 18   | 183         | Tirana           |
| Angola                            | Janice Quessongo          | 27   | 172         | Luanda           |
| Australia                         | Alecia McCallum           | 21   | 174         | Cessnock         |
| Belgia                            | Kim Detollenaere          | 22   | 170         | Louvain-la-Neuve |
| Białoruś                          | Olga Gribovskaya          | 23   | 175         | Mińsk            |
| Boliwia                           | Romina Rocamonje          | 25   | 172         | Guayaramerín     |
| Brazylia                          | Thayná Lima               | 21   | 176         | Brasília         |
| Chile                             | Constanza Schmith         | 20   | 173         | Quillota         |
| Chiny                             | Danna Liao                | 19   | 176         | Pekin            |
| Chorwacja                         | Eni Šukunda               | 27   | 175         | Zagrzeb          |
| Czechy                            | Tereza Vlčková            | 24   | 179         | Zlin             |
| Dominikana                        | Lia Rossis                | 19   | 170         | Peravia          |
| Ekwador                           | Katty López España        | 24   | 172         | Pedernales       |
| Etiopia                           | Bitaniya Josef            | 24   | 172         | Addis Abeba      |
| Filipiny                          | Chanel Olive Thomas       | 26   | 175         | San Antonio      |
| Finlandia                         | Erika Helin               | 23   | 177         | Helsinki         |
| Francja                           | Deborah Jacquin-Gottfried | 25   | 174         | Wittelsheim      |
| Gibraltar                         | Sian Dean                 | 20   | 165         | Gibraltar        |
| Gwadelupa                         | Lorina Victoria           | 22   | 168         | Basse-Terre      |
| Hiszpania                         | Beatriz Balseiro Cendán   | 19   | 177         | Vilalba          |
| Holandia                          | Shanna Boeff              | 19   | 175         | Leiderdorp       |
| Indie                             | Peden Ongmu Namgyal       | 22   | 174         | Gangtok          |
| Indonezja                         | Karina Nadila Niab        | 24   | 170         | Padang           |
| Jamajka                           | Nicole Stoddart           | 28   | 170         | Montego Bay      |
| Japonia                           | Yuki Koshikawa            | 20   | 181         | Chiba            |
| Kanada                            | Karema Batotele           | 21   | 173         | Ottawa           |
| Kazachstan                        | Bota Kanza                | 28   | 170         | Astana           |
| Kenia                             | Ivy Mido                  | 21   | 170         | Nairobi          |
| Kolumbia                          | Martha Martinez           | 20   | 174         | Sabanalarga      |
| Korea Południowa                  | Jenny Kim                 | 24   | 173         | Seul             |
| Kostaryka                         | Nicole Menayo             | 23   | 175         | Heredia          |
| Malta                             | Anthea Zammit             | 23   | 170         | Żebbuġ           |
| Meksyk                            | Samantha Leyva            | 25   | 182         | Acapulco         |
| Mjanma                            | Shwe Hmuu Han             | 19   | 170         | Naypyidaw        |
| Namibia                           | Meriam Kaxuxwena          | 25   | 174         | Engela           |
| Niemcy                            | Mona Schafnitzl           | 22   | 170         | Mindelheim       |
| Norwegia                          | Yasmin Osee Aakre         | 28   | 173         | Oslo             |
| Panama                            | Karol Dayana Batista      | 25   | 176         | Los Santos       |
| Paragwaj                          | Azul Santacruz            | 18   | 178         | Eusebio Ayala    |
| Peru                              | Lesly Reyna               | 23   | 176         | Lima             |
| Polska                            | Paulina Maziarz           | 21   | 176         | Mostki           |
| Południowa Afryka                 | Bianca Olivier            | 25   | 172         | Pretoria         |
| Portoryko                         | Larissa Santiago          | 26   | 172         | San Juan         |
| Portugalia                        | Priscila Alves            | 22   | 175         | Setúbal          |
| Republika Zielonego Przylądka     | Prissy Gomes              | 24   | 176         | Praia            |
| Rosja                             | Anastasia Shcheglova      | 21   | 177         | Moskwa           |
| Rumunia                           | Bianca Tirsin             | 19   | 180         | Arad             |
| Rwanda                            | Habiba Ingabire           | 20   | 174         | Kigali           |
| Salwador                          | Pia Trigueros             | 24   | 170         | San Salvador     |
| Serbia                            | Bojana Bojanić            | 23   | 183         | Belgrad          |
| Singapur                          | Lynn Teo                  | 25   | 168         | Singapur         |
| Słowacja                          | Michaela Cmarková         | 22   | 181         | Kanianka         |
| Stany Zjednoczone                 | Marlene Mendoza           | 27   | 165         | New Jersey       |
| Sudan Południowy                  | Anyier Deng Yuol          | 23   | 174         | Dżuba            |
| Surinam                           | Farahnaaz Margaret        | 19   | 170         | Paramaribo       |
| Szkocja                           | Chloe Kempson             | 25   | 172         | Edynburg         |
| Szwajcaria                        | Mariela Nova              | 22   | 171         | Vevey            |
| Tajlandia                         | Gift Jiraprapa Boonnuang  | 22   | 176         | Bangkok          |
| Turcja                            | Yasemin Çoklar            | 19   | 178         | Stambuł          |
| Walia                             | Rachel Tate               | 28   | 170         | St Asaph         |
| Wenezuela                         | Geraldine Duque Mantilla  | 25   | 172         | San Cristóbal    |
| Wietnam                           | Nguyễn Đình Khánh Phương  | 22   | 170         | Hanoi            |
| Włochy                            | Barbara Storoni           | 26   | 180         | Conegliano       |
| Wyspy Świętego Tomasza i Książęca | Tatiana Delgado           | 19   | 179         | São Tomé         |
| Zimbabwe                          | Letwin Tatenda            | 25   | 184         | Harare           |

## Notki
Kraje, które wybrały kandydatki, lecz wycofały się z konkursu
debiut
- Laos – Kithsada Vongsaysavath
- Liberia – Wokie Kou Dolo

powrót
- Gwinea Równikowa – Maria Lucrecia Nve Maleva
- Gwatemala – Nataly Ramírez Franzua
- Honduras – Cecilia Rossel
- Kuba – Merys Leydis Navarro
- Mołdawia – Alvina Josan
- Sierra Leone – Jennifer Mustapha

rezygnacja
- Anglia – Kenzie Annie James ► Katherine Blake
- Argentyna – María Florencia Trejo ► Camila Macías Carusillo
- Mauritius – Aylasha Ramrachia
- Nigeria – Rita Onyinye Oguebie
- Szwecja – Isabella Georgsson

Kandydatki, które brały udział w innych konkursach piękności
|  | Miss World - 2016: Malta – Anthea Zammit Miss Universe - 2015: Boliwia – Romina Rocamonje - 2016: Korea Południowa – Jenny Kim Miss International - 2017: Polska – Paulina Maziarz - 2018: Kenia – Ivy Mido - 2018: Rumunia – Bianca Tirsin (3. wicemiss) Miss Grand International - 2015: Namibia – Meriam Kaxuxwena (Top 20) - reprezentowała Angola - 2016: Norwegia – Yasmin Osee Aakre - 2016: Sudan Południowy – Anyier Deng Yuol - 2016: Walia – Rachel Tate (Top 20) - 2018: Kostaryka – Nicole Menayo (Top 21) - 2018: Portugalia – Priscilla Alves Miss Globe - 2017: Albania – Alessia Çoku (3. wicemiss) - 2017: Niemcy – Mona Schafnitzl Miss Tourism International - 2016: Norwegia – Yasmin Osee Aakre Miss Tourism World - 2015: Australia – Alecia McCallum Reina Hispanoamericana - 2014: Boliwia – Romina Rocamonje (Zwyciężczyni) Miss Humanity - 2013: Jamajka – Nicole Stoddart | Miss Latinoamérica - 2012: Peru – Lesly Reyna (1. wicemiss) Miss Asia Pacific - 2016: Niemcy – Mona Schafnitzl Miss Cosmopolitan World - 2016: Zimbabwe – Letwin Tatenda Miss Eco International - 2017: Zimbabwe – Letwin Tatenda - 2021: Peru – Lesly Reyna (Top 20) Miss Africa - 2017: Zimbabwe – Letwin Tatenda Face of Beauty - 2017: Kenia – Ivy Mido - 2017: Namibia – Meriam Kaxuxwena Supermodel International - 2015: Namibia – Meriam Kaxuxwena - 2017: Południowa Afryka – Bianca Olivier (Top 16) Miss Supertalent - 2017: Kenia – Ivy Mido Elite Model Look - 2009: Portoryko – Larissa Santiago Miss Culture & Peace - 2015: Kostaryka – Nicole Menayo (Top 5) Miss Mesoamérica Internacional - 2016: Kostaryka – Nicole Menayo Miss Latinoamérica - 2013: Peru – Lesly Reyna Miss Teen Universe - 2014: Peru – Lesly Reyna |